# Star 48

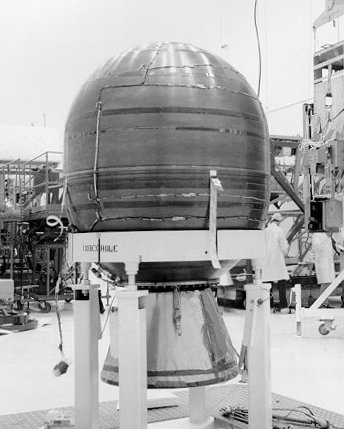
Uno Star 48 di quelli utilizzati come Payload Assist Module (PAM).

Lo Star 48 è il più grande di una famiglia di motori a razzo a propellente solido utilizzati in molti stadi di propulsione spaziale e di veicoli di lancio. È stato sviluppato principalmente da Thiokol Propulsion, successivamente assorbita dall'Alliant Techsystems. Il suo utilizzo più frequente è stato come ultimo stadio del razzo Delta II e per fornire la spinta ai satelliti imbarcati nella stiva dello Space Shuttle per trasferirli in orbita geostazionaria.
Viene utilizzato quasi esclusivamente come stadio superiore, in particolare lo Star 48 è stato utilizzato come stadio superiore nei sistemi di lancio a tre e quattro stadi.

## Descrizione

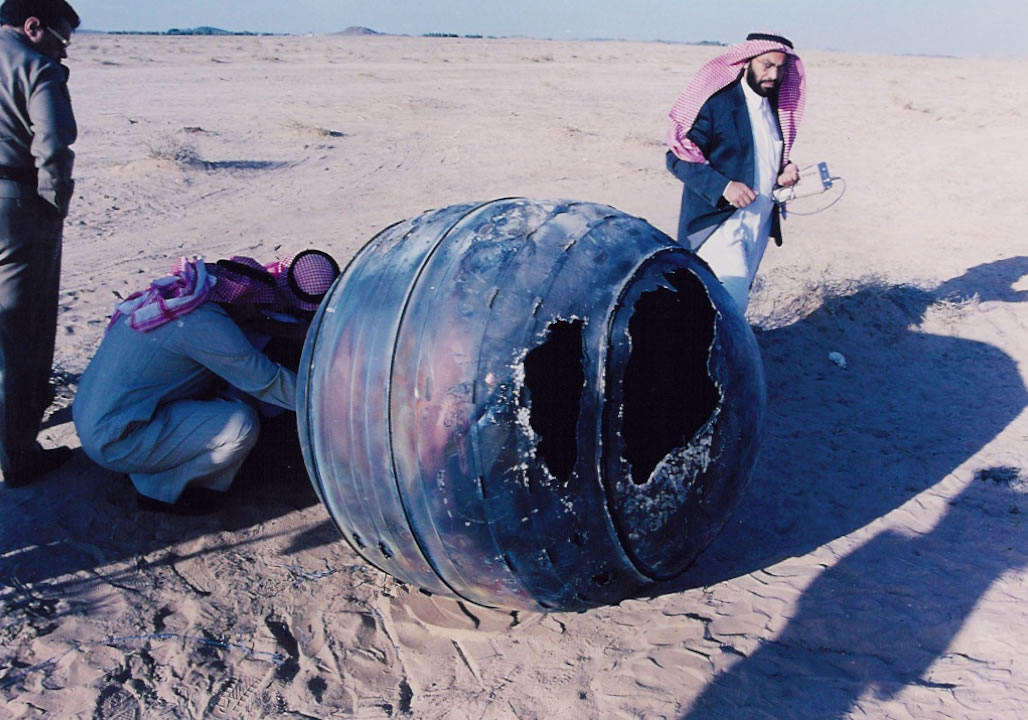
Uno Star 48 che sopravvisse al rientro atmosferico e che si schiantò nel 2001 nel deserto dell'Arabia Saudita.

La designazione "48" si riferisce al diametro approssimativo del serbatoio del carburante espresso in pollici (122 cm); Thiokol aveva prodotto anche altri motori come lo Star 37 e lo Star 30. Internamente, la designazione di Thiokol era TE-M-711 per le prime versioni e TE-M-799 per quelle successive. Ai sottotipi vengono assegnati uno o più suffissi di lettere dopo il numero del diametro o un numero finale (ad esempio "-2") dopo la designazione interna. Non a caso, il prefisso "T" sta per Thiokol, e la lettera successiva si riferisce alla divisione aziendale che ha sviluppato il motore a razzo. In questo caso, "E" si riferisce alla divisione Elkton, MD, e "M" sta per motore.
Lo Star 48 contiene 2.000 kg di propellente. L'uso più comune era come stadio finale dei veicoli di lancio Delta II. Anche altri lanciatori come l'Atlas 551 della ULA hanno incorporato questo razzo ma con una frequenza inferiore. A bordo dello Space Shuttle, la fase completa (motore più accessori) veniva chiamata Payload Assist Module (PAM), poiché lo Shuttle poteva portare i satelliti solo in orbita terrestre bassa, e siccome l’orbita geostazionaria è molto più redditizia, per l’ultima tappa del viaggio era necessario uno stadio aggiuntivo. In tali missioni, lo stadio era stabilizzato in rotazione; una piattaforma girevole, montata nella stiva di carico dello Shuttle o sopra lo stadio Delta, faceva ruotare il PAM e il carico utile a circa 60 giri al minuto, prima del rilascio dalla navicella spaziale.
Nel 2013 uno Star 48GXV ("G" per "involucro di grafite") è stato testato per la missione Solar Probe Plus, in seguito ribattezzata Parker Solar Probe, ma lo sviluppo è stato annullato, e si decise di usare un lanciatore più potente, un Delta IV Heavy con un Star 48BV, invece dell'Atlas V, per il lancio avvenuto nel 2018.

### Versione Star 48B
La versione Star 48B ha 11 chilogrammi di propellente in più rispetto al normale Star 48, per un totale di 2.011 kg. Esiste una versione dello Star 48B più allungata e anche più pesante, chiamata Star 48B L.
Lo Star 48B prima di separarsi, viene fatto ruotare per stabilizzarlo durante la separazione dallo stadio precedente. Può produrre 66723 N di spinta, con un tempo di combustione di 1 minuto e 27 secondi. Lo Star 48B è la base per lo stadio superiore McDonnell Douglas PAM-D utilizzato sul razzo Delta.
Uno Star 48B è stato utilizzato anche come 3º stadio della sonda New Horizons; come la sonda ha proseguito il viaggio verso Plutone anche dopo il distacco da essa ed è stato calcolato che avrebbe raggiunto Giove 6 ore prima della sonda, poiché la New Horizons (a differenza dello stadio) effettuò due correzioni di manovra che le fecero perdere tempo. Lo Star 48B ha anche attraversato l'orbita di Plutone nel 2015, anche se non essendone stata corretta la traiettoria (a differenza della sonda), passò a una distanza di 213 milioni di chilometri dal pianeta nano.
Si era pensato di utilizzare uno Star 48B anche per la missione Europa Clipper, che è stata lanciata a ottobre 2024 con un Falcon Heavy di SpaceX, per evitare di usare Venere come fionda gravitazionale. Tuttavia gli ingegneri della missione hanno deciso di utilizzare Marte per l'assistenza gravitazionale facendo a meno del terzo stadio.